# 庫爾佩羅戈省
庫爾佩羅戈省（法語：Koulpélogo）是布基納法索中東大區東南部的一個省，面積2,497平方公里。2006年人口259,395人。首府瓦爾加伊。
本區下轄八縣。